# Cementiri de Picpus

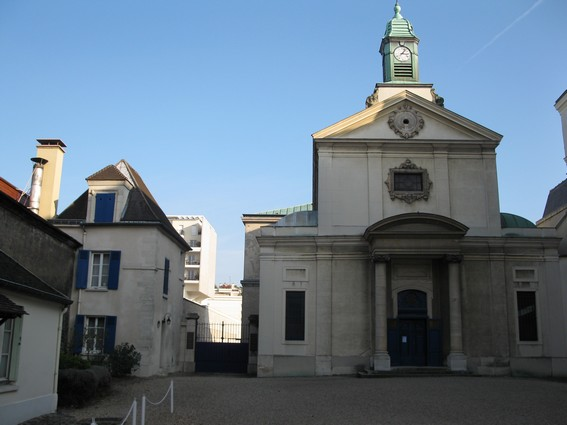
Entrada al cementiri de Picpus (la capella).

El cementiri de Picpus (en francès cimetière de Picpus) que es troba a la rue de Picpus al 12è districte de París és l'únic cementiri privat de la ciutat. Ha estat excavat el juny de 1794 al fons del jardí d'un convent del que les religioses, canongesses de Saint-Augustin, en van ser expulsades 2 anys abans, durant la Revolució Francesa.

## Història
El cementiri és situat a alguns minuts de la place de la Nation on fou erigida la guillotina durant el Terror l'any 1794. Aquesta plaça, antigament anomenada place du Trône havia estat rebatejada «place du Trône renversé (plaça del Tron caigut)». Entre el 13 de juny i el 28 de juliol, hi van ser executades 55 persones per dia. Es va cavar una fossa a l'extrem del jardí on hi van ser llançats els cossos decapitats, nobles, monges, marxants, soldats, obrers i hostalers barrejats. Una segona fossa va ser cavada quan la primera va ser plena. Els noms de les més de 1300 persones que hi van ser enterrades són escrits sobre els murs de la capella. Entre els 1109 homes hi figuren 108 nobles, 108 eclesiàstics, 136 frares, 178 militars i 579 pleballes. Entre les 197 dones, hi havia 51 nobles, 23 monges i 123 pleballes. La matança va acabar quan Robespierre mateix va ser decapitat. El jardí i les seves fosses van ser aleshores envoltats d'un mur.
Entre les dones, setze carmelites de Compiègne, de 29 a 78 anys, van ser conduïdes juntes al cadafal cantant els himnes. Van ser beatificades el 1906.
El 1797, el jardí va ser venut en secret a la princesa Amélie Zéphyrine de Salm-Kyrburg (esposa d'Aloys Antoine de Hohenzollern-Sigmaringen), de qui el germà Frédéric II de Salm-Kirburg hi havia estat enterrat.
El 1803, s'organitzà una subscripció per adquirir l'antic convent de les canongesses així com els terrenys que estan tocant les Fosses Comunes. Famílies de les que els membres havien estat executats van fundar el Comitè de la Société de Picpus per a l'adquisició del terreny, per tal d'establir-hi un segon cementiri prop de les fosses (no hi ha data precisa de la fundació de la Societat, però la llista de subscripció grava el seu 1r pagament el juliol de 1802; fou tancada el 1819). En una reunió mantinguda el 1802, els subscriptors van designar d'entre ells 11 persones per formar el Comitè:
- Mme de Montagu, nascuda L. D. de Noailles, presidenta
- M. Maurice de Montmorency
- M. Aimard de Nicolaï
- Mme vídua Le Rebours, nascuda Barville
- Mme vídua Freteau, nascuda Moreau
- Mme de La Fayette, nascuda A. de Noailles
- Mme vídua Titon, nascuda Benterot
- Mme vídua de Faudoas, nascuda de Bernières
- Mme vídua Charton, nascuda Chauchat
- M. Philippe de Noailles de Poix
- M. Théodule de Grammont

Moltes d'aquestes famílies nobles utilitzen encara el cementiri com a lloc d'inhumació. S'hi troben igualment plaques commemoratives en memòria dels membres d'aquestes famílies que van ser deportades i van morir als camps durant la Segona Guerra Mundial.
Una comunitat religiosa dirigida per la Mare Henriette Aymer de la Chevalerie i l'Abat Pierre Coudrin es va instal·lar a Picpus el 1805. Són les Germanes de la Congregació dels Sagrats Cors de Maria i de Jésus de l'Adoració Perpètua que van garantir d'aleshores ençà un servei a la memòria de les víctimes i dels seus botxins.
El marquès de La Fayette, mort de manera natural, hi és inhumat, flotant una bandera americana sobre la seva tomba. Tots els 4 de juliol, l'ambaixada dels Estats Units va a retre-li homenatge. És enterrat al costat de la seva dona, nascuda Adrienne de Noailles, de qui una de les quatre germanes, Louise, la mare nascuda Henriette d'Aguesseau i l'àvia paterna Catherine de Cossé-Brissac, figuren entre aquells que van ser decapitats i que es van llançar a les fosses comunes.
L'entrada del cementiri està situada el 35 de la rue de Picpus, al 12è districte. A la capella, molt senzilla, mantinguda per les germanes dels Sacrés-Cœurs, es pot veure una petita escultura del segle xv, plena de finesa, que té la reputació d'haver curat Lluís XIV d'una malaltia greu.

## Tombes cèlebres
- La Fayette
- André Chénier, guillotinat el 7 Termidor Any II a les fosses de Picpus
- Aimé Picquet du Boisguy, general chouan.
- 1306 víctimes del Terror entre el 14 de juny i el 27 de juliol de 1794
- Les Carmelites de Compiègne, guillotinades i enterrades a una de les dues fosses comunes
- Jean-Antoine Roucher (1745-1794), poeta, recaptador de les gabelles, guillotinat el 7 Termidor Any II (vegeu el gravat La dernière charrette)
- Alexandre de Beauharnais, guillotinat el 5 termidor any II (23 de juliol de 1794)
- Frédéric II de Salm-Kirburg, príncep alemany, coronel de les tropes alemanyes, comandant del batalló de la Fontaine-Grenelle, cunyat del príncep Aloys Antoine de Hohenzollern-Sigmaringen i germà d'Amélie Zéphyrine de Salm-Kirburg, guillotinat el 6 Messidor any II (23 de juliol de 1794).